# Georg Dietrich
Georg Dietrich (ur. 9 lutego 1922 w Griesheim, zm. 14 czerwca 2013 w Offenburgu) – przedsiębiorca niemiecki, działacz charytatywny, honorowy obywatel Olsztyna, doktor honoris causa Uniwersytetu Warmińsko-Mazurskiego. Odznaczony Orderem Uśmiechu.
Urodził się jako najstarsze dziecko w rodzinie rzemieślnika Georga (1890-1940), pracującego jako malarz i fotograf, i modystki Walburgi z domu Feiler. W 1940 wcielony do Wehrmachtu, służył wojskowo do końca wojny, dochodząc do stopnia sierżanta i odznaczeń bojowych. Krótko po zakończeniu służby założył (w sierpniu 1945) własne przedsiębiorstwo przewozowe, które w ciągu kilkudziesięciu lat rozwinął do wielkiej firmy spedycyjnej Georg Dietrich Internationale Spedition GmbH, z siedzibą w Offenburgu.
Dietrich, razem z żoną Marią z domu Frey, znany jest z wielu działań charytatywnych. W 1981 włączył się do akcji „Polenhilfe”, w ramach której Rada Miejska Offenburga przygotowała pomoc humanitarną dla polskiego miasta Olsztyn. W sierpniu tegoż roku Dietrich osobiście kierował nieodpłatnym transportem tej pomocy do Olsztyna, w kolejnych miesiącach odbył jeszcze dalsze pięć przejazdów. Był m.in. w przededniu wprowadzenia stanu wojennego, opuszczając Polskę w nocy z 12 na 13 grudnia 1981. Pracę humanitarną na rzecz Olsztyna kontynuował w kolejnych latach, regularnie organizując tzw. Mosty Świąteczne z transportami żywności, leków i odzieży. W lutym 1992 zainicjował, wspólnie z samorządami Offenburga i Olsztyna oraz biskupem warmińskim Edmundem Piszczem, działanie Niemiecko-Polskiego Kręgu Przyjaciół, a w 1998 powołał do życia Fundację Georga i Marii Dietrichów, działającą na rzecz współpracy polsko-niemieckiej młodego pokolenia. W Olsztynie wspierał finansowo budowę Liceum Katolickiego (późniejsze gimnazjum akademickie), działalność Szpitala Dziecięcego i Ośrodka dla Niesłyszących (a także Dziecięcego Szpitala Rehabilitacyjnego w pobliskiej Ameryce), remont katedry św. Jakuba. Współpracował z Caritas diecezji warmińskiej.
Szczególne zasługi położył dla uczelni olsztyńskich. Przyczynił się do powołania Katedry Filologii Germańskiej w Wyższej Szkole Pedagogicznej w Olsztynie, a następnie uzyskania środków na rozwój katedry i jej biblioteki. Organizował kursy polskich filologów w Niemczech oraz pobyt Niemców na Warmii i Mazurach, a także międzynarodową współpracę uczelnianą. Doprowadził do uruchomienia na Wydziale Humanistycznym Neofilologicznego Centrum Multimedialnego, któremu nadano jego imię (1997). W 2000 wszedł w skład Rady Patronackiej Uniwersytetu Warmińsko-Mazurskiego, który w 2002 nadał mu tytuł doktora honoris causa. Wsparł finansowo budowę nowej siedziby Wydziału Humanistycznego Uniwersytetu Warmińsko-Mazurskiego; w 2005 jedna z auli na tym wydziale otrzymała imię Georga i Marii Dietrichów. Jeszcze w 1995 Dietrich otrzymał Medal Wyższej Szkoły Pedagogicznej w Olsztynie.
Poza Polską Georg Dietrich organizował również pomoc humanitarną dla Rosji (głównie obwodu królewieckiego). Za swoją działalność doczekał się wielu wyróżnień, m.in. niemieckich odznaczeń państwowych, Krzyża Kawalerskiego Orderu Zasługi RP (1995), papieskiego medalu „Pro Ecclesia et Pontifice” (1990), nagrody prezydenta Olsztyna – statuetki św. Jakuba (2006, wspólnie z żoną). W styczniu 1998 Rada Miasta Olsztyna, na wniosek Liceum Katolickiego wsparty przez szereg instytucji, nadała Georgowi Dietrichowi tytuł honorowego obywatela Olsztyna. Rok wcześniej niemiecki przedsiębiorca odebrał Order Uśmiechu.
Georg Dietrich zmarł 14 czerwca 2013, jego żona Maria trzy tygodnie później – 4 lipca 2013 (w wieku 89 lat).